# Jimmy Hogan
James "Jimmy" Hogan (16 de octubre de 1882 - 30 de enero de 1974) fue un futbolista y entrenador inglés de origen irlandés. Es considerado como uno de los grandes pioneros del fútbol en el continente europeo. Hogan disfrutó de algunos éxitos como futbolista, llegando a una semifinal de la FA Cup con el Fulham en 1908, pero fue como entrenador que sus habilidades brillaron.
Tras el estallido de la Primera Guerra Mundial, Hogan se encontraba dirigiendo al Austria Viena y fue internado como enemigo extranjero. Durante este tiempo, sin embargo, estuvo involucrado en el entrenamiento del club húngaro MTK, acciones que fueron percibidas negativamente por algunos en el Reino Unido.

## Carrera profesional
Hogan es considerado uno de los grandes pioneros del juego en el continente europeo, especialmente en Austria, Hungría, Suiza y Alemania. En Suiza, entrenó hacia 1924 al BSC Young Boys. En ese período también estuvo junto a su compatriota Teddy Duckworth, entonces entrenador del Servette FC, y el húngaro Izidor "Dori" Kürschner, entonces entrenador del FC Nordstern Basel, responsable de uno de los tres grupos regionales de preparación del equipo nacional suizo para los Juegos Olímpicos de París 1924. Duckworth llevaría al equipo a la final, perdiendo ante los gigantes de esa época, Uruguay, por 3 a 0. Este es hasta ahora el mayor éxito en la historia del fútbol suizo. En 1925 y desde 1933 hasta 1934, Hogan fue entrenador del Lausanne Sports.
Responsable en parte del desarrollo del fútbol en la Europa continental, Hogan formó una sociedad con Hugo Meisl, entrenando al equipo nacional de Austria, un éxito sin precedentes. Después de un breve período como entrenador del Fulham, Hogan regresó a Austria, donde los llevó a la final de los Juegos Olímpicos de Berlín 1936, logrando la medalla de plata.
El Aston Villa nombró a Hogan como su mánager en noviembre de 1936. Esto fue después del bochorno del primer descenso del club en la temporada anterior. En dos temporadas, Hogan había guiado al Villa de regreso a la máxima categoría.
Más allá de las asignaciones mencionadas, también entrenó a los equipos del FC Dordrecht en los Países Bajos, MTK Hungária y Dresdner SC. Hogan también tuvo una breve temporada a principios de la década de 1950 como entrenador del Celtic FC. Sus ideas, que enfatizaban un mayor control del balón, a menudo se descartaban dentro del fútbol británico, aunque sí tenía una influencia formativa en la generación de entrenadores que surgirían en el fútbol en la década de 1960 en Hungría, Holanda y Alemania, solo por nombrar algunos. En septiembre de 1948 firmó con el Brentford como entrenador.
A veces se le acredita como uno de los responsables de la revolución en el fútbol europeo, que vio a Hungría vencer a Inglaterra por 6-3 en Wembley en 1953, dando paso a una nueva era del fútbol. Después del partido, Sándor Barcs, entonces presidente de la Federación Húngara de Fútbol, dijo a la prensa: "Jimmy Hogan nos enseñó todo lo que sabemos sobre el fútbol". Gusztáv Sebes, el entrenador de aquel legendario equipo húngaro, dijo de Hogan: "Jugamos fútbol como nos enseñó Jimmy Hogan. Cuando se cuenta nuestra historia futbolística, su nombre debe escribirse con letras doradas".